# 3468 Урґента
3468 Урґента (3468 Urgenta) — астероїд головного поясу, відкритий 7 січня 1975 року.
Тіссеранів параметр щодо Юпітера — 3,214.